# Tony Jackson (musicista)
Tony Jackson, nome d'arte di Antonio Junius Jackson (New Orleans, 5 giugno 1882 – Chicago, 20 aprile 1920), è stato un pianista, cantante e compositore statunitense.

## Biografia
Jackson nacque in una povera famiglia afroamericana nel quartiere Uptown a New Orleans. Tony mostra le sue doti musicali fin dall'infanzia quando riesce a costruirsi da solo un rudimentale clavicembalo perfettamente accordato assemblando materiali di scarto nel giardino di casa sua riuscendo a riprodurre su di esso le melodie ascoltate in chiesa. In questo modo la fama del piccolo Tony si diffuse presto nel quartiere e alcuni vicini gli consentirono di utilizzare pianoforti e organi in loro possesso.
La carriera musicale di Jackson cominciò molto presto. All'età di 13 anni inizia a lavorare come pianista in una bettola gestita dal barbiere e bandleader Adam Olivier e due anni dopo è già considerato da molti musicisti il miglior pianista in città.
Jackson divenne il più popolare e ricercato intrattenitore a Storyville. Affermava di essere capace di ricordare e suonare qualsiasi melodia ascoltata anche una sola volta. Il suo repertorio includeva pezzi di ragtime, cakewalk, blues, musica classica, leggera e popolare.
Anche le sue capacità canore erano formidabili; affermava di essere in grado di cantare pezzi operistici con estensioni da baritono a soprano. I musicisti e i cantanti che avevano avuto modo di lavorare con Jackson erano unanimemente convinti del suo talento e molti di essi lo soprannominavano "il più grande". Perfino l'altezzoso "Jelly" Roll Morton lo qualificava come l'unico pianista migliore di Morton stesso.
Scrisse anche parecchie composizioni originali vendendone i diritti per pochi soldi mentre molte altre gli vennero semplicemente rubate. Alcuni vecchi musicisti di New Orleans affermarono che molte delle canzoni dell'epoca incise dalla Tin Pan Alley furono scritte da Jackson. Secondo il musicista jazz Clarence Williams "è stato grande perché era originale in tutte le sue improvvisazioni... Noi tutti lo abbiamo copiato".
Anche lo stile di Jackson, oltre che la sua musica, venne copiato: il vestito grigio perla, il gilet a scacchi, la cravatta Ascott fermata dalla spilla con diamante, i suoi ferma manica sulle maniche per tenerle sopra i polsini quando suona. Questo modo di vestire divenne uno standard per i pianisti di ragtime e boogie-woogie tanto che si diceva: "Se non riesci a suonare come Jackson, almeno ti può vestire come lui".
Si trasferì a Chicago nel 1912. Nel 1916 venne pubblicato Pretty Baby uno dei pochi pezzi di Jackson che lo riporta come autore.
Morì a Chicago il 20 aprile 1921, secondo alcuni a causa della sifilide, secondo altri a causa di una cirrosi epatica in stato avanzato. Soffriva inoltre di epilessia.
Jackson non ha mai registrato, ma porzioni del suo stile sono senza dubbio da ricercarsi nelle registrazioni di musicisti più giovani che ha influenzato, come Jelly Roll Morton, Clarence Williams e Steve Lewis.